# Centro Comercial Alamedas
Alamedas Centro Comercial, es un centro comercial ubicado en el norte de Montería, Colombia. Está compuesto por 193 locales comerciales, 600 plazas de aparcamiento, el Hotel GHL compuesto por 90 habitaciones, dos tiendas anclas y 42.000m². Es el centro comercial más grande de la ciudad. Fue construido en 1996 por Ojeda Ganem & cia, y desde entonces ha sufrido una serie de remodelaciones y ampliaciones. Cuenta con cinco salas de cine, una gran plazoleta de comidas con 17 locales, marcas reconocidas como Studio F, Éxito, entre otras. Es considerado el punto de encuentro de los cordobeses, por su gran atención y sus distintas variedades de entretenimiento.
En 2018 el Grupo Roble compró la segunda etapa del Centro Comercial convirtiéndola así en Multiplaza Alamedas 2

## Historia
- En 1992 Se adquirieron los terrenos.
- En 1993 se desarrollan los estudios, planos y maquetas.
- En 1994 se inicia la Construcción.
- En 1996 se inaugura.
- En 2008 se comenzó a remodelar las entradas y a cambiar la fachada del centro comercial.
- En 2009 se inaugura su remodelación.
- En 2010 se comenzó su ampliación.
- En 2012 se inaugura su ampliación.
- En 2018 el Grupo Roble compra la mitad del centro comercial llamándose así Multiplaza Alamedas 2.

## Locales
- Éxito Supermercado
- Popsy
- Blizen
- Anturio
- Juan Valdez
- EPk
- Lollypop
- Piccola Italia
- Adidas
- Offcorss
- Vélez
- Cine Colombia
- Polo Club
- Gloss
- CalzaCosta
- Corsa
- Puma
- Smart Fit
- HP
- Tennis
- Compulago
- Vinikus
- Game Park
- Subway
- Totto
- Tania
- Studio F
- Mr. Bono
- McDonald's Postres
- Ela
- Azúcar
- Jeno's Pizza
- TV Novedades
- OZ
- Armi y Pronto
- Samsung
- Cocos
- Brancho´s
- Crocs
- Polito
- Sun Time
- Hotel GHL
- Levi's

## Alamedas 2
En el 2012, se inaugura la segunda etapa de este centro comercial al cual llamaron Alamedas 2. Cuenta con más de 20 locales y tiene un área total de 15.516 M². Está conectado de la primera etapa por un puente vehicular y peatonal, que permite en unos escasos 2 minutos estar en Alamedas 2. Cuenta con marcas reconocidas como Adidas y Studio F.
En 2018 El Grupo Roble compró esta etapa convirtiéndola en un Multiplaza.

## Edificio De Negocios
Cuenta con una torre de negocios en el cual se encuentran más de 20 locales dedicados solo al comercio. El cual es conectado al centro comercial a través de un puente que permite el fácil y rápido ingreso.

## Hotel Alamedas
Cuenta con más de 90 habitaciones, un restaurante interno y otro en el último piso admirando la vista que allí se ve. Tiene un gran parqueadero con entrada por la avenida Circunvalar, la vía de acceso del norte de la ciudad. Está conectado a la primera y segunda etapa del Centro Comercial y a la torre de Negocios.